# Arno Gottschalk

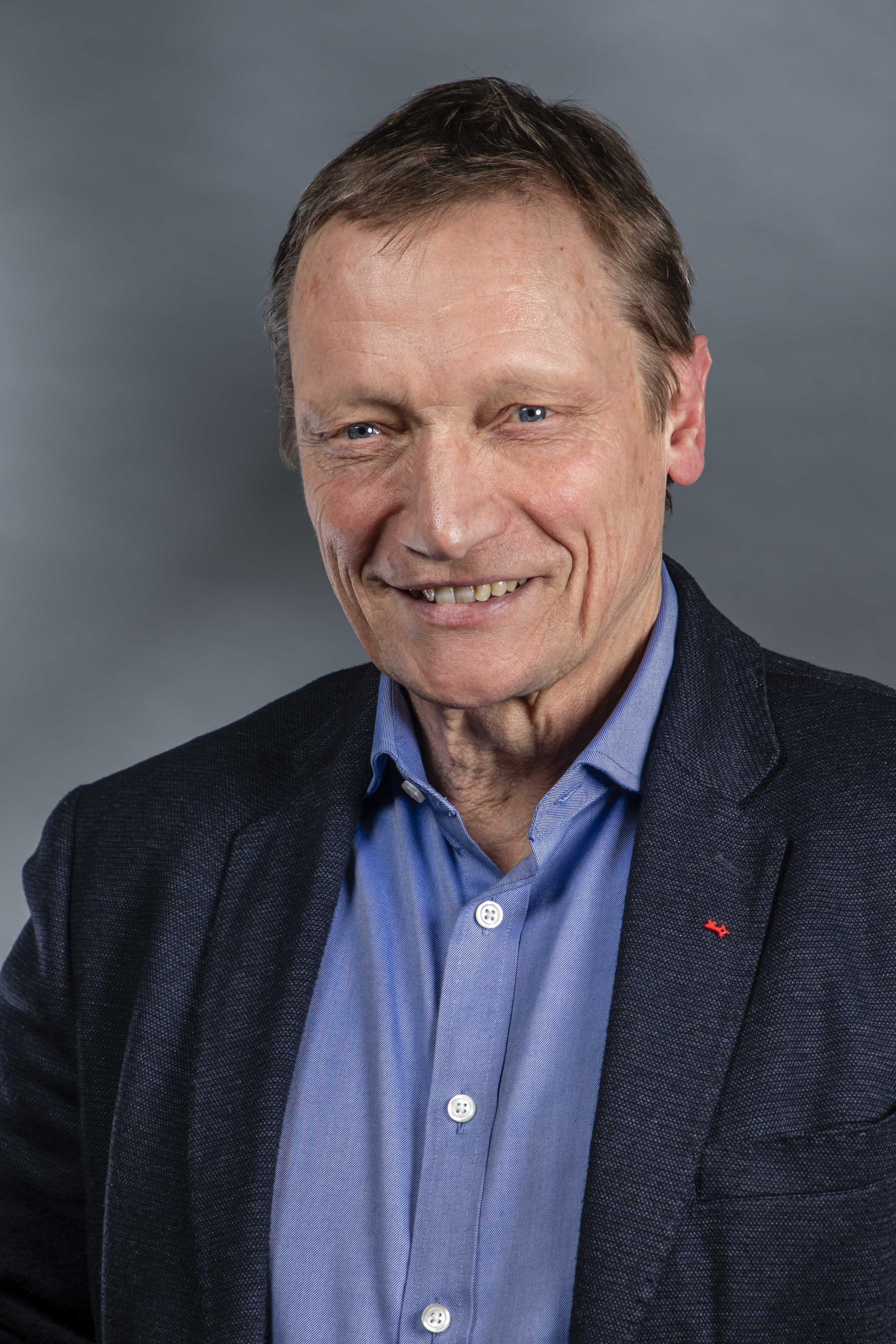
Arno Gottschalk (2019)

Arno Gottschalk (* 25. Juni 1956 in Korbach) ist ein deutscher Politiker (SPD) und Mitglied der Bremischen Bürgerschaft seit 2011.

## Biografie

### Familie, Ausbildung und Beruf
Gottschalk beendete seinen Schulbesuch 1976 mit dem Abitur. Anschließend studierte er Wirtschaftswissenschaften an der Universität Marburg und an der Universität Bremen und schloss 1982 als Diplom-Ökonom ab. Nach verschiedenen Projekttätigkeiten ist er seit 1993 bei der Bremer Verbraucherzentrale beschäftigt; dort hat er den Bereich Finanzdienstleistungen aufgebaut und geleitet.
Er ist verheiratet; hat eine Tochter und wohnt in Bremen - Östliche Vorstadt.

### Politik
Gottschalk ist seit 2007 Mitglied der SPD im Bremer Ortsverein Östliche Vorstadt. Er war seit 2007 Deputierter für Soziales, Jugend, Senioren und Ausländerintegration.
Von 2007 bis 2011 war er Mitglied der Deputation Soziales, Jugend, Senioren und Ausländerintegration. Seit dem 8. Juni 2011 ist er ab der 18. Wahlperiode Abgeordneter der Bremischen Bürgerschaft. Er wurde über Personenwahl in die Bürgerschaft gewählt.
Er ist aktuell Beisitzer und Sprecher für Haushalt und Finanzen der SPD-Fraktion sowie Mitglied des Vorstands der SPD-Fraktion und des Landesvorstandes.
Er ist vertreten in der
staatlichen und städtischen Deputation für Umwelt, Bau, Verkehr, Stadtentwicklung und Energie,
im Haushalts- und Finanzausschuss (Stadt), im
Rechnungsprüfungsausschuss (Land und Stadt) und im
Betriebsausschuss „Umweltbetrieb Bremen“.

### Weitere Mitgliedschaften
- Museumsfreunde Weserburg
- Mitglied im Vorstand und Erster Vorsitzender des Vereins Ökologiestation